# Евсюков, Виктор Александрович
Виктор Александрович Евсюков (род. 6 октября 1956 года, Сталино) — советский и казахстанский легкоатлет, мастер спорта международного класса (метание копья). Бронзовый призёр чемпионата Европы 1986 года, серебряный призёр чемпионата мира 1987 года. Участник Олимпийских игр 1988 года. Четырёхкратный чемпион СССР (1984, 1987—1989).

## Биография
Виктор Александрович Евсюков родился в Сталине, но его спортивная карьера была связана с Казахстаном. Он тренировался в алма-атинском «Динамо».
В 1986 году он победил на соревнованиях Мемориала братьев Знаменских, показав лучший результат сезона в мире, метнув копье на 83,68 м.
Принимал участие в Олимпиаде — 1988 в Сеуле, где занял пятое место.
Свой персональный рекорд установил в июне 1987 года в Карл-Маркс-Штадте — 85,16 м. Этот результат и по сей день является рекордом Казахстана.
Копье старого образца Виктор метнул на 93,70 м в Киеве.
После окончания спортивной карьеры стал работать тренером. С 2017 года является старшим тренером по метаниям сборной Казахстана по лёгкой атлетике.